# Jason Kidd
Jason Frederick Kidd, född 23 mars 1973 i San Francisco i Kalifornien, är en amerikansk baskettränare och före detta basketspelare (point guard).

## Basketkarriär

### NBA-spelare

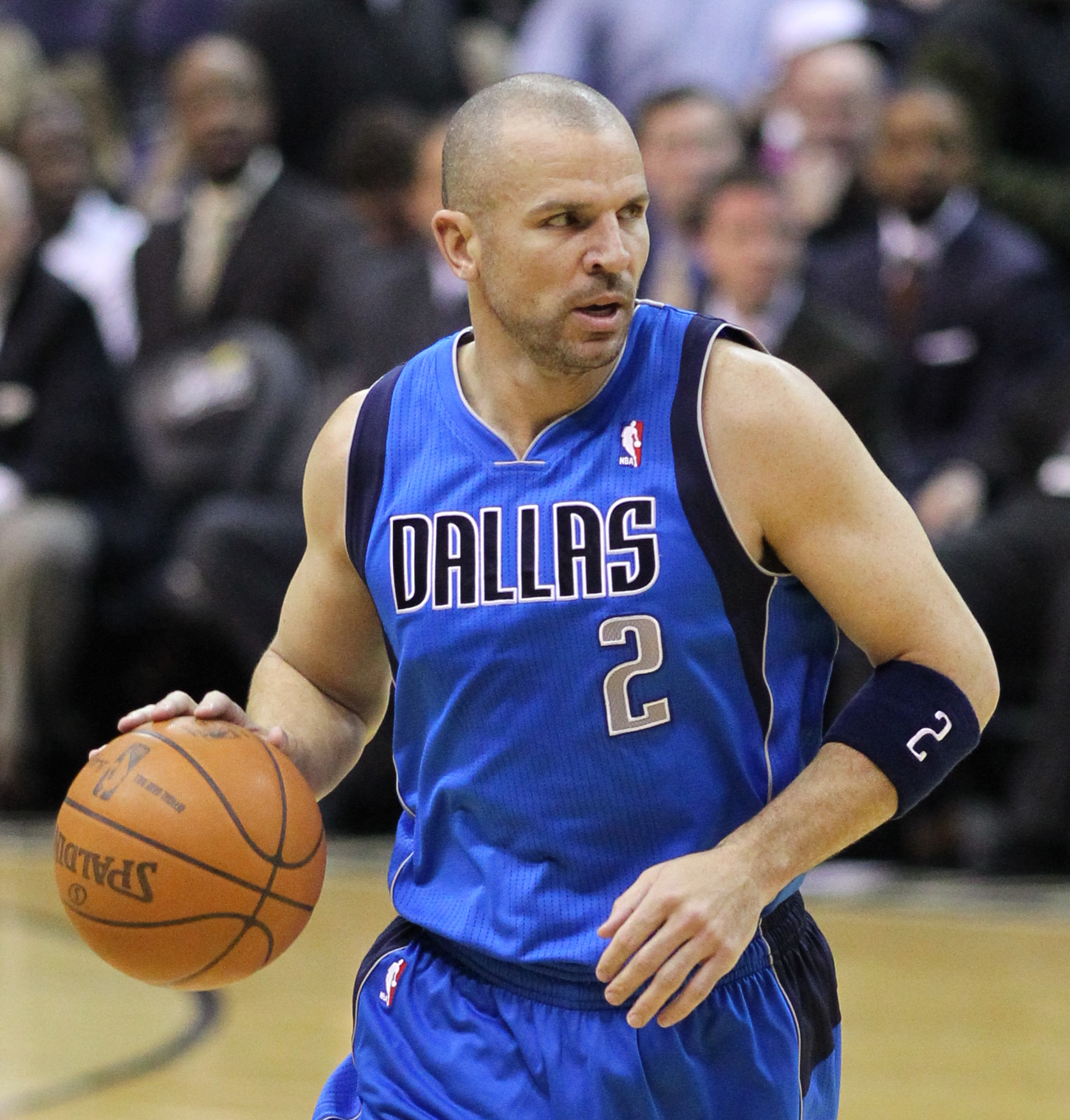
Jason Kidd, 2011.

Som spelare var Jason Kidd en bra playmaker, en spelare som passade bra och snittade många assister per match. Han slog igenom i New Jersey Nets men blev NBA-mästare för första gången med Dallas Mavericks säsongen 2010/2011.

### NBA-tränare
I juni 2013 meddelade Jason Kidd att han avslutar sin karriär som spelare men kommer att ta över som tränare för Brooklyn Nets.

### Landslagsspel
Jason Kidd tog för USA guld i OS 2008 i Peking, men också i OS 2000 i Sydney. Detta var USA:s tolfte respektive trettonde basketguld i olympiska sommarspelen.